# 舍尔京角
舍爾京角（俄语：Мыс Шельтинга）或舟泊岬（日语：／）是萨哈林岛东部的海角，向南26公里有别林斯高晋角。旁有散墳川流入海。俄名以阿列克谢·叶列阿扎罗维奇·舍尔京的名字命名。